# Powiat Kanra
Powiat Kanra (jap. 甘楽郡 Kanra-gun) – powiat w Japonii, w prefekturze Gunma. W 2024 roku liczył 19 320 mieszkańców.

## Miejscowości
- Kanra
- Shimonita
- Nanmoku